# Neolaparus albolineatus
Neolaparus albolineatus är en tvåvingeart som beskrevs av Hull 1967. Neolaparus albolineatus ingår i släktet Neolaparus och familjen rovflugor. Inga underarter finns listade i Catalogue of Life.